# 發射後鎖定
發射後鎖定（LOAL, Lock-on after launch）是指飛彈具備從軍用飛機、飛彈發射車等武器平台發射後再鎖定目標的能力。這個術語通常用於空對空飛彈，並用於與舊式需鎖定後才能發射的飛彈做區分。

## 特性
發射後鎖定功能是現代武器系統的重要組成部分，因為某些空對空飛彈通常需要飛彈暴露在飛機外，才能讓飛彈的導引頭直接識別並鎖定目標。而發射後鎖定功能使得軍用飛機能將飛彈收納於機身內部以提高匿蹤性，然後在發射飛機打開投彈艙、讓飛彈射出飛機後再識別並鎖定目標。
發射後鎖定功能的系統通常依靠頭盔顯示器、機載雷達、前視紅外系統等感測器的輔助提示，並使用簡單的捷聯慣性導引系統來使飛彈了解發射後要掃描的位置，飛彈在發射後將立即進入慣性導引模式，直到導引頭被啟動並開始掃描目標預估的位置。若飛彈除了發射後鎖定功能外還擁有資料鏈路功能，則可以讓飛彈在發射後從屬於飛機的雷達或頭盔顯示器，以引導飛彈一路飛向被鎖定的目標。
除此之外，發射後鎖定功能使飛彈能發射出一段距離後再啟動導引頭鎖定目標，使得從前需鎖定目標後再發射的飛彈如今不再受到導引頭的視野性能限制，從而發揮出符合飛彈本身飛行性能的作戰範圍。如AIM-9X響尾蛇飛彈在引入此功能後，便使其作戰範圍提升了33%，能在前向範圍達到幾近超視距飛彈的性能。
具備發射後鎖定功能的典型例子包括ASRAAM飛彈和較新型號的AGM-114地獄火飛彈。在發射後鎖定功能推出後，舊式不具備此功能的武器系統的發射方法便被稱為發射前鎖定（LOBL, Lock-on before launch），不過這個術語通常會與發射後鎖定一同出現，且僅用於與後者區分。

## 實例
2003年，拉斐爾先進防禦系統公司的一次飛彈試射中，一枚巨蟒五型飛彈向15海里（27.8）外的目標進行發射後鎖定的射擊，該枚飛彈在發射前已取得來自機載雷達的目標位置資料，並在過程中沿著高拋彈道飛行，最終，巨蟒飛彈的導引頭在距離目標5海里（9.3）遠時啟動並開始掃描目標預測所在的位置。

### 引文
1. ↑  Morrocco 2001，第33頁.
2. ↑  Naval Aviation News 2015，第9頁.
3. ↑  Lewis 2003，第21頁.
4. ↑  Barrie & Fulghum 2003，第41頁.

### 書目
- Barrie, Douglas; Fulghum, David A. . Aviation Week & Space Technology. Vol. 158 no. 25. 5 December 2003: 41. ISSN 0005-2175 （英语）.
- Lewis, Paul. . Flight International. Vol. 163 no. 4886. 6 October 2003: 21. ISSN 0015-3710 （英语）.
- Morrocco, John D. . Aviation Week & Space Technology. Vol. 154 no. 19. 7 May 2001: 33–34. ISSN 0005-2175 （英语）.
- . Naval Aviation News. Vol. 97 no. 3 (Patuxent River, Maryland). 2015: 9. ISSN 0028-1417 （英语）.

## 外部連結
- (PDF). MBDA. March 2014. （原始内容 (PDF)存档于2014-08-03）.